# Tzniut
Tzniut (hebreo: צניעות tzniut, sefardí: tzeniut(h), ashkenazi: tznius; "exclusividad" o "privacidad"; yidis: באשיידנקייט basheydnkeyt) describe tanto el rasgo de carácter de la modestia y la discreción, como un grupo de leyes judías relativas a la conducta. El concepto es muy importante en el judaísmo ortodoxo.

## Descripción
El Tzniut incluye un grupo de leyes judías relacionadas con la modestia tanto en el vestir como en el comportamiento. En el Talmud de Babilonia, el rabino Elazar Bar Tzadok interpreta el mandato del Micah 6:8 de "ir discretamente con tu Dios" como refiriéndose a la discreción en la realización de funerales y bodas. El Talmud amplía su interpretación: "Si en asuntos que generalmente se realizan en público, como los funerales y las bodas, la Torá nos instruyó para ir con discreción, asuntos que por su propia naturaleza deben realizarse con discreción, como dar caridad a un pobre, cuánto más hay que cuidar de hacerlos con discreción, sin publicidad ni fanfarria".
En la dimensión legal del judaísmo ortodoxo, la cuestión de la tzniut se discute en términos más técnicos: cuánta piel puede exponer una persona, etc. Estos detalles subrayan el concepto de tzniut como código de conducta, carácter y conciencia, que en la práctica es más notable entre las mujeres que entre los hombres.

## Aplicaciones prácticas

### Obligación de vestir con modestia y recato
El principal punto de orientación de la tzniut con respecto a la vestimenta es que un judío no debe vestirse de manera que atraiga una atención indebida. Esto no significa vestir mal, sino que ni los hombres ni las mujeres deben vestirse de forma que destaquen demasiado su aspecto físico o atraigan una atención indebida. Hay muchas interpretaciones diferentes de lo que significa tzniut, por lo que las personas de diferentes comunidades se vestirán de forma diferente.
El judaísmo ortodoxo exige que tanto hombres como mujeres se cubran sustancialmente el cuerpo. Según muchas opiniones, esto implica cubrirse los codos y las rodillas.
En las comunidades haredíes, los hombres llevan pantalones largos y, por lo general, camisas de manga larga; la mayoría no lleva mangas cortas. La práctica haredi asquenazí desaconseja las sandalias sin calcetines tanto dentro como fuera de la sinagoga, mientras que las comunidades haredi sefardíes suelen aceptar las sandalias al menos fuera de la sinagoga. La vestimenta en la sinagoga y, según muchos, en público debe ser comparable a la que lleva la comunidad cuando se reúne con la realeza o el gobierno.
Las mujeres haredíes llevan blusas que cubren el codo y la clavícula, y faldas que cubren las rodillas cuando están de pie o sentadas. La longitud ideal de las mangas y las faldas varía según la comunidad. Algunas mujeres intentan no seguir la moda, mientras que otras llevan ropa de moda, pero modesta. Las mujeres haredíes evitan las faldas con aberturas y prefieren las de pliegues. También evitan los colores demasiado llamativos, especialmente el rojo vivo, así como la ropa ajustada. Muchas sólo llevan zapatos cerrados y siempre usan medias, cuyo grosor varía según la comunidad.
Las mujeres ortodoxas modernas también suelen adherirse a la tzniut y vestir de forma modesta (en comparación con la sociedad en general), pero su definición comunitaria no incluye necesariamente cubrirse los codos, las clavículas o las rodillas, y puede permitirse llevar pantalones, aunque algunas mujeres ortodoxas modernas, cuando están delante de los hombres o en público, llevan faldas que les cubren las rodillas, preferiblemente sueltas, y se cubren los codos y el escote.
La vestimenta de los hombres ortodoxos modernos a menudo no se distingue de la de sus compañeros no ortodoxos, aparte de llevar un gorro. Pueden llevar camisas de manga corta, e incluso pantalones cortos. Las sandalias sin calcetines, aunque generalmente no se llevan en la sinagoga, suelen ser aceptadas en las comunidades ortodoxas modernas y Sionista religioso de Israel para la vestimenta diaria, tanto para hombres como para mujeres.
El judaísmo conservador fomenta formalmente la vestimenta modesta. Mientras que la vestimenta cotidiana suele reflejar simplemente la de la sociedad en general, muchas sinagogas conservadoras esperan una vestimenta algo más modesta (aunque no necesariamente tan estricta como en el judaísmo ortodoxo) para asistir a la sinagoga, y pueden tener requisitos específicos de vestimenta para recibir los honores de la sinagoga (como ser llamado para una lectura de la Torá).
El judaísmo reformista no tiene requisitos de vestimenta religiosa.
El estilo de vestir implica consideraciones culturales distintas de los requisitos religiosos. Los miembros de las sinagogas conservadoras y reformistas pueden seguir un código de vestimenta que va desde la ropa de negocios hasta la ropa informal. Hay muchas sinagogas ortodoxas (especialmente en Israel), donde la vestimenta, aunque cumple con los requisitos de modestia religiosa, es bastante informal. Muchas comunidades haredíes y judaísmo jasídico tienen costumbres y estilos especiales de vestir que sirven para identificar a los miembros de sus comunidades, pero consideran estas características especiales de vestir como costumbres de sus comunidades, más que como requisitos religiosos generales que se esperan de todos los judíos observantes.
Otras consideraciones culturales incluyen el uso creciente de la vestimenta modesta como un acto de empoderamiento femenino y de autorrealización, no directamente relacionado con la observancia religiosa.

### Obligación de cubrirse la cabeza y el cabello

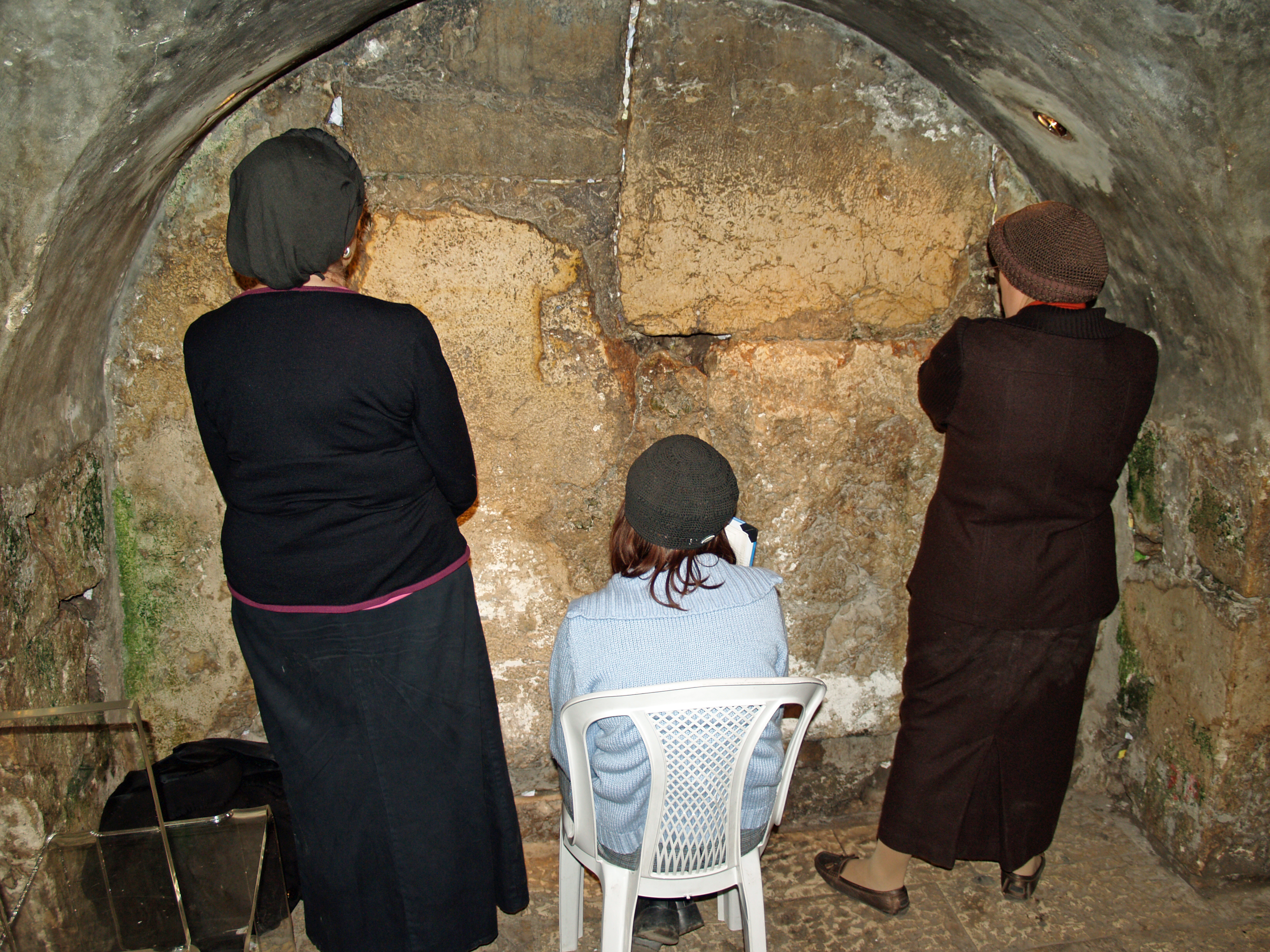
Tres estilos de cobertura del cabello comunes entre las mujeres judías ortodoxas casadas. De izquierda a derecha: snood, caída y sombrero.

La ley judía que rige la tzniut exige que las mujeres casadas se cubran el pelo; según el Talmud, este es un requisito bíblico, que en este contexto se llama dat Moshe (la ley mosaica). Las coberturas capilares más comunes en la comunidad haredí son el sheitel (peluca), el snood, y el mitpachat (pañuelo en hebreo) o tichel (en yiddish), así como sombreros y boinas.
La práctica de cubrir el cabello con pelucas es debatida entre las autoridades halájicas. Muchas autoridades, incluido el rabino Moshé Feinstein, lo permitía, y el Rabí de Lubavitcher lo alentaba activamente, mientras que muchas otras autoridades, especialmente los rabinos sefardíes, lo prohíben.
Las mujeres judías ortodoxas modernas suelen utilizar sombreros, boinas, gorras de béisbol, pañuelos o bufandas atadas de diversas maneras para lograr el objetivo, dependiendo de lo informal que sea su vestimenta. Algunas mujeres ortodoxas modernas se cubren el pelo con pelucas. En algunos segmentos de las comunidades ortodoxas modernas y haredi es cada vez más común un estilo de media peluca conocido como "caída". Se lleva con un sombrero o una diadema.
En Yemen, las muchachas solteras también se cubrían el pelo, como los musulmanes de allí; sin embargo, tras la emigración de los judíos yemenitas a Israel y otros lugares, esta costumbre se ha abandonado. Aunque el Rebe Aharon Roth, fundador de Shomer Emunim, alababa esta costumbre, ninguna comunidad asquenazí -incluidos los círculos haredíes más estrictos- ha practicado nunca dicha costumbre.
El judaísmo conservador y el reformista no suelen exigir que las mujeres lleven la cabeza cubierta. Algunas sinagogas conservadoras más tradicionales pueden pedir que las mujeres casadas se cubran la cabeza durante los servicios. Sin embargo, algunas sinagogas conservadoras más liberales sugieren que las mujeres, casadas o no, lleven la cabeza cubierta de forma similar a la de los hombres (la kipá/yarmulke); y algunas lo exigen (o lo exigen sólo para las mujeres que reciben honores o dirigen los servicios desde la bimah) - no por modestia, sino como un gesto de feminista de igualitarismo. Casi todas las sinagogas conservadoras exigen que los hombres lleven la cabeza cubierta (normalmente una kipá), pero en las sinagogas reformistas no hay ningún requisito. Sin embargo, se pueden proporcionar kipás a cualquier persona que desee llevarlas.

### Prohibición para los hombres de oír una voz femenina cantando

#### Judaísmo ortodoxo
En el judaísmo ortodoxo, generalmente no se permite a los hombres oír cantar a las mujeres, una prohibición llamada kol isha (literalmente "voz de mujer"). El Talmud clasifica esto como ervah (literalmente "desnudez"). La opinión mayoritaria de las autoridades halájicas es que esta prohibición se aplica en todo momento, y prohíbe a un hombre rezar o estudiar la Torá en presencia de una mujer que esté cantando, de forma similar a otras prohibiciones clasificadas como ervah. Una opinión minoritaria sostiene que la prohibición de rezar o estudiar en presencia de kol isha se aplica sólo mientras se recita la oración del Shemá Israel.
Existe un debate entre poskim sobre si la prohibición se aplica a una voz femenina grabada, en la que no se puede ver a la cantante, en la que la mujer no es conocida por el hombre que la escucha, y en la que éste nunca la ha visto ni una foto de ella.
También hay opiniones, siguiendo a Samson Raphael Hirsch y Azriel Hildesheimer, que excluyen de esta prohibición el canto en grupos mixtos, como la oración en la sinagoga o el zemirot en la mesa, basándose en la idea de que en estos casos la voz femenina no se oye claramente como algo separado del grupo.
Yehiel Yaakov Weinberg y Rabbi David Bigman de Yeshivat Ma'ale Gilboa sostienen que la prohibición de kol isha no se aplica a las mujeres que cantan zemirot, canciones a los niños y lamentos por los muertos, porque en estos contextos, los hombres no obtienen placer sexual de la voz de la mujer.

#### Otras denominaciones
El judaísmo conservador interpreta que el pasaje correspondiente del Talmud expresa la opinión de un rabino, en lugar de imponer un requisito.
El judaísmo reformista se replanteó fundamentalmente el estatus de la mujer dentro del judaísmo en una serie de sínodos celebrados a partir de 1837 tanto en Europa como en Estados Unidos, aboliendo formalmente la mayoría de las distinciones entre hombres y mujeres en la observancia de la vida judía, sobre todo en lo relativo a la vestimenta y la participación pública. Ya no considera que esta ley sea aplicable a los tiempos modernos.

### Prohibición de tener contacto físico con personas del sexo opuesto
En el judaísmo ortodoxo, los hombres y las mujeres que no están casados y no están estrechamente relacionados no pueden tocarse sensualmente. Una persona que se abstiene de tocar al sexo opuesto se dice que es shomer negiah. Sólo se prohíbe tocar de manera afectuosa ("b'derech chiba"). Las opiniones están divididas con respecto a un apretón de manos rápido en un entorno de negocios: algunas autoridades (principalmente de origen ortodoxo moderno) lo permiten, mientras que otras personas (casi todos los haredim, y muchos otros judíos ortodoxos) lo prohíben. La pregunta es "¿Qué es sensual?". Sin embargo, se puede tocar a ciertos parientes (padres, hijos, abuelos, nietos) por los que se presume que no se siente atracción sexual. Si los niños adoptados a una edad temprana están incluidos en esta prohibición es una cuestión de disputa y de decisión en cada caso. Uno puede tocar a su cónyuge, fuera del período de niddah, aunque muchas parejas casadas tampoco se tocan en público.
El judaísmo conservador y el reformista no siguen estas leyes.

### Yichud
En el judaísmo ortodoxo, los hombres y las mujeres que no están casados entre sí y no son parientes consanguíneos inmediatos no pueden entrar en una situación de aislamiento (yichud) en una habitación o en una zona cerrada y privada. Esta medida se toma para evitar la posibilidad de mantener relaciones sexuales, que están prohibidas fuera del matrimonio. Según algunas autoridades, esto se aplica incluso entre padres adoptivos e hijos adoptivos mayores de edad, mientras que otras son más indulgentes con los niños adoptados desde una edad temprana. La reclusión no consiste simplemente en estar juntos en una habitación a solas; sólo si la situación es privada, sin que se espere que entre nadie más, se aplica la restricción. Originalmente, esta prohibición se aplicaba sólo a las mujeres casadas que se recluían con hombres que no eran sus maridos, pero se amplió para incluir a las mujeres solteras. Según el Talmud, esta ampliación se produjo en la época del rey David, cuando su hijo Amnón violó a la hermana de Absalón, Tamar. Sobre la cuestión de los ascensores, las opiniones varían; algunos permiten el yichud en un ascensor durante un tiempo no superior a 30 segundos, mientras que otros lo prohíben en cualquier circunstancia, en parte debido a la posibilidad de que el ascensor se quede atascado. Las leyes del yichud son complicadas y detalladas, y especialmente para las mujeres en el contexto moderno, promoviendo la sugerencia de releerlos como un mandato inespecífico de espacio personal en un momento en que la sociedad puede reconocer en general los aspectos más oscuros de la psique sexual humana en las interacciones sociales actuales.
El judaísmo conservador y el judaísmo reformista no consideran que estas normas sean aplicables.

### Separación de personas de ambos sexos en la sinagoga
En el judaísmo ortodoxo, no se permite que los hombres y las mujeres se mezclen durante los servicios de oración, y las sinagogas ortodoxas suelen incluir un separador, llamado mejitza, que crea secciones separadas para hombres y mujeres. Esta idea proviene de la antigua práctica judía en los tiempos del templo de Jerusalén, cuando había un balcón para mujeres en el Ezrat Nashim para separar a los espectadores masculinos y femeninos en las celebraciones especiales de Sucot. También hay una profecía en Zacarías (Zacarías 12:12) que habla de que los hombres y las mujeres se lamentan por separado. El Talmud tomó este dato y dedujo que si los hombres y las mujeres deben estar separados en tiempos de luto, entonces ciertamente deben estar separados en tiempos de felicidad.
En las sinagogas ortodoxas se suelen ver mejitzot para separar a los hombres y a las mujeres. En las sinagogas reformistas, nunca se ven. Las sinagogas reformistas alemanas originales tenían balcones, aunque de forma modificada. Aunque en el pasado, muchas sinagogas conservadoras tenían balcones para mujeres o asientos separados, la mayoría de las sinagogas conservadoras pasaron a tener "asientos familiares" (asientos mixtos) en la década de 1960. Hoy en día, el movimiento conservador pone un fuerte énfasis en el igualitarismo, de modo que hombres y mujeres tienen el mismo papel en el servicio de oración. Sin embargo, los servicios no igualitarios, los asientos separados y el uso de una mecatización todavía se consideran opciones válidas para las congregaciones conservadoras.

### Prohibición de los bailes mixtos
Los judíos ortodoxos que siguen las leyes sobre la negiah no participan en bailes mixtos, ya que esto implica un toque sensual y también puede considerarse inmodesto en los casos en que no hay ningún contacto físico.
En 2013, el Tribunal Rabínico de la Comunidad Ashkenazi de la ciudad haredí de Beitar Illit se pronunció en contra de Zumba (un tipo de fitness de baile), aunque se impartieran con una instructora y participantes exclusivamente femeninas. El Tribunal dijo, en parte: "Tanto en la forma como en el modo, la actividad [Zumba] está totalmente en desacuerdo con los caminos de la Torá y la santidad de Israel, al igual que las canciones asociadas a ella".

### Observancia
Existen varios niveles de observancia del pudor físico y personal (tzniut) según el judaísmo ortodoxo, tal y como se desprende de diversas fuentes de la halajá. La observancia de estas normas varía desde la aspiración hasta la obligatoriedad y la rutina en todo el espectro de la estricta observancia ortodoxa.
- No tener pensamientos lascivos o inmorales.
- Evitar mirar fijamente a los miembros del sexo opuesto, especialmente a cualquier parte de la anatomía "privada" del sexo opuesto.
- Mantener la mayor parte del cuerpo vestido con ropa respetable en todo momento.
- Evitar la compañía de personas groseras o situaciones en las que prevalezca una atmósfera de frivolidad y depravación.
- Evitar mirar imágenes o escenas que puedan ser sexualmente excitantes.
- Abstenerse de tocar a una persona del sexo opuesto.
- No mirar a los animales copulando.
- No abrazar o besar al cónyuge en público; entre los haredim se evita todo contacto físico entre los cónyuges en público. (La razón principal por la que se debe evitar esto es para no despertar los celos, y por lo tanto el mal de ojo, en aquellos que no tienen pareja. Esta es una ley entre el hombre y el hombre, no principalmente entre el hombre y Dios).